# ویلی فان دن برخن
ویلی فان دن برخن (انگلیسی: Willy Vanden Berghen؛ زادهٔ ۳ ژوئیهٔ ۱۹۳۹) دوچرخه‌سوار اهل بلژیک است.
وی در مسابقات کشوری و بین‌المللی در مجموع برندهٔ ۲ مدال برنز شده‌است.